# Maxenu
Maxenu – wieś w Rumunii, w okręgu Buzău, w gminie Țintești. W 2011 roku liczyła 2164 mieszkańców.